# Josef Stürmann
Josef Stürmann (1906 – 1959) foi um filósofo de Munique que estudou com o fenomenólogo Alexander Pfänder.
Stürmann também era membro da União Social-Cristã da Baviera.